# ستيفي هولاند
ستيفي هولاند (بالإنجليزية: Stevie Holland)‏ هي عازفة الجاز أمريكية، ولدت في 11 يناير 1965.

## وصلات خارجية
- الموقع الرسمي
- ستيفي هولاند على موقع ميوزك برينز (الإنجليزية)